# Verkiezingen voor het Europees Parlement 1999
De Verkiezingen voor het Europees Parlement 1999 waren de vijfde verkiezingen voor een rechtstreeks gekozen Europees Parlement, voor de zittingsperiode 1999-2004. Zij vonden plaats van 10 t/m 13 juni 1999. Er werd in alle 15 lidstaten gestemd voor in totaal 626 parlementsleden.
In België werden de verkiezingen gehouden op 13 juni, in Nederland op 10 juni.

Samenstelling na de verkiezingen van de delegatie van elke lidstaat

## Aantal zetels per land
| Lidstaat            | 1999 | 2004 |
| ------------------- | ---- | ---- |
| België              | 25   | 25   |
| Cyprus              | -    | 6    |
| Denemarken          | 16   | 16   |
| Duitsland           | 99   | 99   |
| Estland             | -    | 6    |
| Finland             | 16   | 16   |
| Frankrijk           | 87   | 87   |
| Griekenland         | 25   | 25   |
| Hongarije           | -    | 24   |
| Ierland             | 15   | 15   |
| Italië              | 87   | 87   |
| Letland             | -    | 9    |
| Litouwen            | -    | 13   |
| Luxemburg           | 6    | 6    |
| Malta               | -    | 5    |
| Nederland           | 31   | 31   |
| Oostenrijk          | 21   | 21   |
| Polen               | -    | 54   |
| Portugal            | 25   | 25   |
| Slovenië            | -    | 7    |
| Slowakije           | -    | 14   |
| Spanje              | 64   | 64   |
| Tsjechië            | -    | 24   |
| Verenigd Koninkrijk | 87   | 87   |
| Zweden              | 22   | 22   |
| totaal              | 626  | 788  |

## Zetelverdeling naar fractie
De zetelverdeling in het Europees Parlement was na de verkiezingen van 1999 als volgt:
| Fractie | Fractie                                                        | Aantal zetels in | Aantal zetels in | Zetelverdeling (grafisch) |
| Fractie | Fractie                                                        | 1999             | 2004             | Zetelverdeling (grafisch) |
| ------- | -------------------------------------------------------------- | ---------------- | ---------------- | ------------------------- |
|         | Europese Volkspartij en Europese Democraten                    | 233              | 295              | 1999                      |
|         | Partij van de Europese Sociaaldemocraten                       | 180              | 232              | 1999                      |
|         | Europese Liberale en Democratische Partij                      | 50               | 67               | 1999                      |
|         | De Groenen/Vrije Europese Alliantie                            | 48               | 47               | 1999                      |
|         | Europees Unitair Links/Noords Groen Links                      | 42               | 55               | 1999                      |
|         | Unie voor een Europa van Nationale Staten                      | 30               | 30               | 1999                      |
|         | Technische fractie van onafhankelijke leden – Gemengde fractie | 18               | -                | 1999                      |
|         | Europa van Democratieën in Diversiteit                         | 16               | 18               | 1999                      |
|         | niet-fractiegebonden leden                                     | 9                | 44               | 1999                      |
| totaal  | totaal                                                         | 626              | 788              | 1999                      |